# Stiftsjägmästare
Stiftsjägmästare är den kyrkliga titeln på chefstjänstemannen vid en stiftsnämnd med ansvar för den ecklesiastika jorden och skogen i stiftet. Vid stiftsjägmästarens sida finns ett kansli och också ett antal stiftsskogvaktare. Stiftsjägmästaren utnämndes intill 2000 av staten.